# Leiophron maculipennis
Leiophron maculipennis är en stekelart som först beskrevs av William Harris Ashmead 1887.  Leiophron maculipennis ingår i släktet Leiophron och familjen bracksteklar. Inga underarter finns listade i Catalogue of Life.